# Smyczkowanie

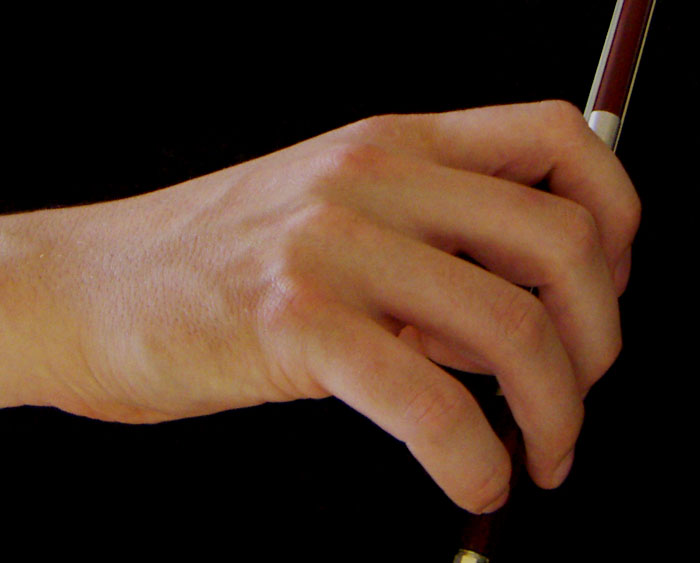
Prawa dłoń trzymająca smyczek

Smyczkowanie – sposób wydobywania dźwięku (artykulacji) na instrumentach smyczkowych za pomocą smyczka.

## Wybrane rodzaje smyczkowania
- arco
- col legno
- détaché
- flautando
- louré
- martelé
- ricochet
- sautillé
- spiccato
- sul ponticello
- sul tasto
- talon